# Frans af Assisi modtager stigmata (Rubens)
Francis of Assisi modtager stigmata er et maleri af Peter Paul Rubens fra 1633. Det er 265,5 gamge 193 centimeter, udført i olie på lærred og tilhører samlingen af Museum of Fine Arts i Gent, lagernummer S-9. "Stigmata" betyder "mærker efter sår" og henviser især i den katolske kirke til de fem sår, der var synlige på Jesu legeme efter korsfæstelsen.

## Beskrivelse
Maleriet viser Sankt Frans af Assisi (ca. 1182-1226), der bliver stigmatiseret. Historien om hans stigmatisering var meget populær. To år før hans død, i 1224, havde Frans en vision på La Verna-bjerget nær Arezzo; her syntes den korsfæstede Kristus for ham som et seraf med seks vinger. Der modtog Frans de fem sår af Kristus, som han ville fortsætte med at bære til sin død.  Denne historie er ofte afbildet i den vestlige billedkunst. Temaet var meget populært hos Frans tilhængere, fordi det passer godt til den franciskanske spiritualitet, der fokuserer på Kristi forfølgelse. 
Sankt Frans er afbildet frontalt i dette maleri, knælende og med åbne arme. Den korsfæstede Kristus med serafimvinger ser ud til ham; Francis modtager de mirakuløse tegn. Nederst til venstre er en medbroder, der ser forbløffende op.
Nederst til højre er en kranium og en åben bønnebog. Disse refererer til den livsstil med meditation og ensomhed, som Frans havde valgt.
De bløde gråtoner i maleriet er typiske for Rubens sene arbejde. 

## Historie
Maleriet stammer fra kirken for Franciskanerordenen i Gent; sandsynligvis var det en bestilling til Rubens på tre malerier til denne kirke sammen med Den hellige Marie Magdalenes ekstase af omtrent samme størrelse (nu i Palais des Beaux-Arts de Lille) og den meget større Franciscus beskytter verden mod Guds vrede (nu i Royal Museums of Fine Arts i Bruxelles). Der er uenigheder om dating: både 'omkring 1630' og '1615-1620' er blevet foreslået.
I 1797 blev maleriet overført til Gent Sint-Pieterskerk, som derefter overgik til ny brug som 'National Museum' (åbnet for offentligheden i 1802).
Frans Pilsen, Philippe Lambert Joseph Spruyt og Willem Pieterszon Buytewech producerede gengivelser af motivet efter dette maleri.